# François Favreau
Pour les articles homonymes, voir Favreau.
 (septembre 2021).
Si vous disposez d'ouvrages ou d'articles de référence ou si vous connaissez des sites web de qualité traitant du thème abordé ici, merci de compléter l'article en donnant les références utiles à sa vérifiabilité et en les liant à la section « Notes et références ».
François Favreau, né le 15 novembre 1929 à Poitiers et mort dans cette même ville le 7 septembre 2021, est un évêque catholique français. 
Il est évêque auxiliaire de Bayonne de 1973 à 1977, évêque de La Rochelle de 1977 à 1983 puis pendant 19 ans évêque de Nanterre de 1983 à 2002.

## Biographie

### Formation et débuts
François Favreau naît le 15 novembre 1929 à Poitiers, il est le fils aîné d'une famille de huit enfants. Son père, Charles Favreau, est notaire à Saint-Savin-sur-Gartempe et sa mère, Denyse Renouard, est membre de la Société des Filles de Saint François de Sales. Il est baptisé à l'église Notre-Dame-la-Grande de Poitiers. 
Après des études au petit séminaire de Montmorillon, il entre au grand séminaire de Poitiers en 1950. Il poursuit sa formation au séminaire français de Rome et à l’Université pontificale grégorienne où il obtient une licence canonique en théologie. C'est à ce moment-là qu'il est ordonné diacre à Sant'Agnese in Agone. 
François Favreau est ordonné prêtre à l'âge de 23 ans pour le diocèse de Poitiers à la cathédrale Saint-Pierre de Poitiers le 30 juin 1952 par Henri Vion.
Vicaire à Poitiers, il est ensuite professeur de philosophie dans un collège de Niort. A 28 ans, il est directeur diocésain de l'enseignement religieux, et en 1964, devient délégué national à la catéchèse. Cette même année, il est victime d'un terrible accident de la route dont il sort miraculeusement vivant, mais qui l'impacte profondément.

### Évêque auxiliaire de Bayonne puis évêque de La Rochelle
Après avoir été deux ans vicaire général de Henri Vion, il est nommé évêque auxiliaire de Jean-Paul Vincent, du diocèse de Bayonne le 24 novembre 1972. Il est consacré le 20 janvier 1973 dans la cathédrale de Poitiers par  Henri Vion, évêque de Poitiers, assisté de Marius Maziers et Jean-Paul Vincent.
Le 7 octobre 1977, il est nommé évêque coadjuteur de La Rochelle et Saintes  par le pape Paul VI dont il devient l'évêque ordinaire le 17 août 1979, succédant à Félix-Marie Verdet.
En 1979, il est élu président de la Commission épiscopale de liturgie et de pastorale sacramentelle succédant ainsi à Adrien Gand, évêque de Lille. Il conservera cette fonction jusqu’en 1984.

### Évêque de Nanterre
Le 8 septembre 1983, il est nommé évêque de Nanterre par le pape Jean-Paul II, à la suite du décès brutal de Jacques Delarue le 23 août 1982. Il est installé le dimanche 27 novembre 1983, en la cathédrale Sainte-Geneviève de Nanterre. Il gardera cette fonction 19 ans.
Une grande « fête du Peuple de Dieu » pour son accueil est organisée le 18 décembre au CNIT de La Défense, rassemblant près de 20 000 fidèles.
En 1985, il est élu président de la Commission internationale francophone pour les traductions et la liturgie, prenant la suite de René Boudon, évêque de Mende ; il le restera jusqu'en 1991. À ce titre il signe le Concordat cum originali de bien des livres liturgiques toujours en vigueur aujourd’hui.
Lors de son épiscopat à Nanterre, il développe l’appel au diaconat permanent, signe en 1986 les premières lettres de mission pour des laïcs (le diocèse de Nanterre est le premier à utiliser l’expression « Laïcs en charge ecclésiale », actuellement devenus « laïcs en mission ecclésiale »).
Après avoir lancé une réflexion sur la mise en place de Conseils et d’Équipes d’Animation Pastorale (EAP), il convoque un synode diocésain (8 décembre 1990–4 octobre 1992) sur le thème de la collaboration pour la mission des ouvriers de l’Évangile (prêtres, diacres et laïcs). Il en publie les actes sous le titre « À cause de l’Évangile ». Dans cette lancée, au cours du pèlerinage jubilaire du Diocèse à Rome (Pâques 2001), il présente au pape Jean-Paul II les orientations qu’il en tire sous le titre : « Chemins d’espérance ».
Sensible à l'évangélisation de tous les milieux — la mission sera un des thèmes récurrents de son épiscopat — c'est lui qui décidera la construction de la « Maison d’Église » Notre-Dame-de-Pentecôte afin d'avoir une présence dans le quartier d'affaires de la Défense. Il en pose la première pierre le 25 mars 1998.
Favreau aime beaucoup écrire et a produit de très nombreux documents durant son épiscopat à destination des catholiques du diocèse : réflexions, lettres et orientations pastorales…
Au service de la Conférence des Évêques de France, il est également membre de la commission doctrinale de 1994 à 1996 et du conseil permanent de 1995 à 2000.
Avant ses 75 ans, il renonce à sa charge en 2002 : le pape Jean-Paul II accepte sa démission qui prend effet le 18 juin 2002.
Gérard Daucourt, jusque-là évêque d’Orléans, lui succède le 22 septembre 2002.
Il devient alors évêque émérite de Nanterre et se retire dans sa région natale, le Poitou, où il continue de rendre des services pastoraux.
Il reste en contact avec ses successeurs et avec le diocèse de Nanterre. Il participe par exemple à la célébration du cinquantième anniversaire du diocèse au stade Yves-du-Manoir de Colombes le dimanche 11 juin 2017 au milieu de 12 000 fidèles ; parmi les neuf évêques présents, il retrouve ceux qui furent ses collaborateurs à Nanterre : Didier Berthet (chancelier), Nicolas Brouwet, (évêque auxiliaire), Laurent Dognin (vicaire général) et Michel Pansard (vicaire général)…
Il meurt à Poitiers le 7 septembre 2021. Ses obsèques sont présidées par Matthieu Rougé, le vendredi 10 septembre 2021 à 14h30, en la cathédrale Sainte-Geneviève de Nanterre. Une célébration a également lieu en la cathédrale Saint-Pierre de Poitiers le samedi 11 septembre 2021.

## Distinction
Le 3 avril 1996, François Favreau est nommé chevalier dans l'ordre national de la Légion d'honneur.[réf. souhaitée]

## Œuvres

### Publications
- Au nom de Jésus-Christ, Droguet-Ardant, Limoges, 1981, 379 pages
- La liturgie, collection « L’héritage du Concile » - Desclée, Paris, 1983, 215 pages
- « Croyez à l’Évangile » - Chemins pour le Carême, Fleurus, Paris, 1991, 127 pages
- Pastorale sacramentelle et liturgique : une responsabilité diocésaine, Documents-Épiscopat n° 6, avril 1998, 20 pages
- Pour entrer dans la foi catholique, collection « Tilt », n° 58, Fleurus, Paris, 2003, 64 pages
- « A vin nouveau, outres neuves » - Parcours d'initiation à la vie chrétienne, Bayard, Paris, 2006, 97 pages

### Directions
- Réussir sa vie avec le Christ : Le sel de la terre, Mame, Paris, 1960, 108 pages (traduit en italien)
- Le comportement chrétien : Le sel la terre, Mame, Paris, 1964, 108 pages (traduit en italien)
- Grandir dans la foi - Livre de l’enfant, Fleurus, Paris, 1962, 143 pages
- Grandir dans la foi - Livre du maître, Fleurus, Paris, 1963, 160 pages
- Lumières sur la route, Fleurus, Paris, 1966, 308 pages
- L’Église à l’écoute du monde, collection « ISPC- école de la foi » - Fayard/Mame, Paris, 1966, 172 pages
- Vocation d’homme, ISPC, Paris, 1969, 128 pages

### Collaborations
- Regards sur la vie du Christ, Mame, Tours, 1961, 24 pages
- En marche - Vers une foi d'adulte, livre de réflexion et de prière pour la première adolescence, Droguet-Ardant, Limoges, 1969, 330 pages
- L’homme face à Dieu, ISPC, Paris, 1970
- Ministères et charges ecclésiales des baptisés – Évaluation/orientations, Conférence épiscopale, Imprimerie Indica, Paris, 1982, 72 pages

### Documents publiés pendant son épiscopat à Nanterre (1982-2002)

#### Réflexions pastorales
- Aujourd’hui vous êtes le peuple de Dieu – Réflexions sur l’Église, 40 pages
- La Moisson est abondante – Présentation de l’encyclique de Jean-Paul II sur la mission, 16 juin 1991, 16 pages

#### Orientations pastorales
- Allez je vous envoie – Propositions pour la Mission, 1er janvier 1988, 96 pages
- Conseil pastoral de doyenné et Conseil de paroisse – Orientations pastorales, 1990, 28 pages
- Accueillez-les en mon nom – repères et orientations pour le premier éveil à la foi et le catéchisme des 8-12 ans, 9 octobre 1990, 80 pages
- Recevez le don du Saint-Esprit – Le sacrement de confirmation : réflexions et orientations, 3 janvier 1991, 48 pages
- À cause de l’Évangile – Orientations et décrets synodaux, 29 juin 1992, 176 pages
- Invitez-les au repas des noces – Les enfants et la messe : réflexions et orientations, 2 février 1993, 48 pages
- Ce mystère est grand – Le sacrement du mariage : réflexions et orientations, janvier 1994, 88 pages
- Je vous donnerai un avenir et une espérance – orientations pastorales des Aumôneries de l’Enseignement Public des Hauts-de-Seine, juin 1994, 60 pages
- La santé dans tous ses états, un évêque dans le monde de la santé – Textes d’orientation, novembre 1994, 40 pages
- Et qui donc est mon prochain – Orientations pastorales sur la solidarité, janvier 1997, 120 pages
- Des chemins d’espérance – Orientations pastorales, 15 avril 2001, 164 pages